# Atomik Harmonik
 (août 2009).
Si vous disposez d'ouvrages ou d'articles de référence ou si vous connaissez des sites web de qualité traitant du thème abordé ici, merci de compléter l'article en donnant les références utiles à sa vérifiabilité et en les liant à la section « Notes et références ».
Atomik Harmonik est un groupe de Turbo folk slovène. Leur premier single Brizgalna Brizga est resté n°1 dans le classement des meilleures ventes en Slovénie pendant plusieurs mois. Ils ont ensuite sorti plusieurs hits dont Hop Marinka, Na seniku, Od hr’ma do hr’ma, et adapté en anglais leur tube Brizgalna Brizga pour le public européen sous le titre Turbo Polka qui a eu un gros succès en Allemagne et en Autriche.

## Membres
Les membres du groupe sont:
- Jani Pavec (2004-);
- Mateja Poročnik(2011-);
- Saška Hren(2011-);
- Miha Ojsteršek(2011-).

### Anciens membres
- Špela »Špelca« Kleinlercher (2004-2006)
- Iris Soban (10.4.2006 - 24.4.2006)
- Dejan »Frai Toni« Čelik (2004-2009)
- Tomo Primc (2009-2011)
- Mateja »Tejči« Vuk (19.9.2006-2010)
- Špela Grošelj (2004-2010)
- Darja Gajšek (2010)
- Petra Crnjac (2010-2011)
- Vesna Kociper (2010-2011)

### Singles
De l'album Brizgaaaaj!:
- 2004 "Brizgalna Brizga"
- 2005 "Na seniku"

De l'album Brizgaaaaj! Še več in dlje!:
- 2005 "Turbo Polka"

De l'album Vriskaaaj!:
- 2006 "Polkaholik"

De l'album Traktor polka:
- 2011 "Traktor polka"